# Rafael Cavada
Rafael Antonio Cavada de Vasconcellos (Vallenar, 15 de diciembre de 1967) es un reconocido y respetado periodista, conductor de televisión y de radio chileno.

## Familia y estudios
Cavada nació en Vallenar en 1967, hijo de padre chileno y madre uruguaya, y es el mayor de dos hermanos. En 1972 la familia emigró a Uruguay, donde vivió en distintas ciudades del país, pero siendo Atlántida la ciudad donde actualmente viven sus padres, hermano y parte de la familia. La familia regresó a Santiago en 1982, donde terminó sus estudios secundarios en el Liceo Alexander Fleming. Tras dos años como estudiante en la Fuerza Aérea, desertó de la carrera e ingresó a estudiar periodismo en la Universidad de Chile, profesión en la que encontró su vocación, y desde el lugar en el que es reconocido como uno de los reporteros y analístias sobre el acontecer político nacional e internacional más reconocidos del país.
En 2014 se casó con Fiorella Choca, de nacionalidad uruguaya, con quien tuvo 3 hijos: Celeste (n. 2018), Filippo (n. 2019) y Silvestre (n. 2022). A comienzos del año 2024 el matrimonio terminó y se dio conocer públicamente. Desde su separación, y tras confirmarlo ambos, su pareja es la filósofa y columnista chilena Diana Aurenque Stephan, con quien pese a ser columnista en uno de sus programas en la Radio Sonar años antes, recién tras la separación de Cavada en el 2024 se conocieron personalmente e iniciaron la relación. Aunque no publican demasiado en RRSS, a través de posteos o trascendidos en prensa, es sabido que junto a Cavada conforman una "patchwork family" o Familia ensamblada.
Ingresó a Televisión Nacional de Chile el 6 de junio de 1994,[cita requerida] antes de titularse, donde integró el área internacional del departamento de prensa hasta diciembre de 2006, destacando su trabajo como corresponsal en la guerra de Irak para el noticiario 24 horas. En 2006 grabó un capítulo de Historia secreta, programa de The History Channel.
En 2007 se sumó al programa La liga de Mega, y ese mismo año presentó la miniserie Epopeya en TVN. También ha conducido programas como Aquí en vivo (Mega, 2011-2013) y Vidas (UCV TV, 2015). En 2018 condujo Caiga quien caiga, y en marzo de 2019 se integró como panelista de Contigo en la mañana, emitido por el mismo canal. Desde abril de 2021 conduce la edición matinal de Chilevisión noticias los fines de semana.
Ha sido locutor en las radios Concierto (2001-2009), Futuro (2010) y Sonar FM, donde se desempeñó por más de 10 años conduciendo los programas Sonar Informativo junto a Paulina Barrales durante las mañanas, y el Sonar Global en las tardes junto a Pablo Aranzaes, convirtiéndose en una de las voces más respetadas  y oídas por sus análisis sobre política nacional e internacional en Chile. En marzo del 2025 deja Radio Sonar por reestructuraciones internas de la emisora, y se incorpora en la conducción del programa La Prueba de la Radio ADN junto a la periodista Carla Zunino

## Controversias
En el año 2007, la justicia declaró a Rafael Cavada culpable de conducir ebrio y agresión. Los hechos se remontan a un episodio en el que Cavada conducía su vehículo en estado de ebriedad en la comuna de Providencia, y tuvo una violenta riña con algunos involucrados, entre ellos, con una persona que resultó gravemente herida y de la que posteriormente se supo sufría de hemofilia. Tras el juicio y la consideración de que la alcoholemia arrojó 1,38 gramos de alcohol en la sangre, se ratificó que el periodista conducía "en manifiesto estado de ebriedad",  lo que conllevó a que Cavada fuera sentenciado a 724 días de prisión remitida. Sobre la agresión y la falta de herramientas que tienen los hombres para el manejo de la ira en especial, pero también del manejo de las emociones en general, Cavada se ha referido en distintas ocasiones públicamente señalándolo como un problema del que se debe conversar  del que gracias a la gravedad del episodio, la psicoterapia y la paternidad, tuvo él mismo que saber enfrentar.